# Slag bij Puebla
De Slag bij Puebla was een veldslag die plaatsvond op 5 mei 1862 en waarbij Mexico een Frans leger versloeg. De overwinning wordt nog elk jaar gevierd in Mexico.

## Achtergrond
In 1861 hadden het Verenigd Koninkrijk, Frankrijk en Spanje de haven Vera Cruz bezet, om achterstallige schulden op te eisen. De Franse keizer Napoleon III was echter meer van plan, hij wilde van Mexico een marionettenstaat maken met Maximiliaan van Habsburg als keizer. In 1862 landden 6500 Franse troepen in Vera Cruz, waarop de Engelsen en Spanjaarden zich uit protest terugtrokken.
Onder Graaf Lorencez marcheerden de Fransen het binnenland in, om Mexico-Stad in te nemen. De Mexicanen stonden onder leiding van Ignacio Zaragoza. Hun leger was twee keer zo klein als het Franse, en veel soldaten waren op het laatste moment opgeroepen.

## De Slag
De bergpas die naar Puebla leidde werd verdedigd door twee forten. Zaragoza liet ze verbinden door middel van loopgraven. Het was regenachtig weer, wat in het voordeel van de Mexicanen was, omdat de Fransen zo hun artillerie niet goed konden gebruiken.
Lorencez ging ervan uit dat de Mexicaanse troepen zo zwak waren, dat ze zouden vluchten zodra er zware gevechten zouden uitbreken. Hij richtte zijn eerste aanval daarom op het centrum van de Mexicaanse legermacht. De Mexicanen hielden echter stand en dreven de Fransen terug. De Fransen hergroepeerden en plaatsten weer twee aanvallen, die allebei teruggeslagen werden.
Daarna gingen de Mexicanen over tot de tegenaanval. Mexicaanse soldaten, waaronder een groep indianen die slechts met kapmessen bewapend waren slaagden erin delen van de Franse linies te doorbreken, terwijl de latere dictator Porfirio Díaz met de cavalerie een flankaanval uitvoerde tegen de Fransen.
Toen de duisternis inviel trokken de Fransen zich terug. Lorencez wachtte twee dagen voor een tegenaanval, maar Zaragoza durfde het niet aan zijn troepen te riskeren in een aanval op open terrein, omdat hij zijn defensieve voordeel kwijt zou zijn. Ook Lorencez durfde geen nieuwe aanval aan en hij trok zijn troepen terug naar Orizaba.

## Invloed
Vier dagen na de slag verklaarde president Benito Juárez dat 5 mei, cinco de mayo, voortaan een nationale feestdag zou zijn. Een golf van nationale trots ging door Mexico. Het was hen immers gelukt het Franse leger, dat toen als het sterkste ter wereld werd beschouwd, te verslaan. Voor de Fransen kwam het aan als een enorme nederlaag. Niet zozeer omdat hun plannen in Mexico in rook opgingen - de Fransen marcheerden een jaar later weer op naar Mexico-Stad, dit keer met 30.000 man, en wisten dit keer wel Maximiliaan als keizer te installeren - maar eerder omdat ze door een relatief zwak land als Mexico werden verslagen. Voor Europese republikeinen was deze overwinning ook goed nieuws. De Mexicanen lieten immers zien dat ze geen door een andere mogendheid opgelegde monarchie accepteerden. Bovendien was het een klap in het gezicht van Napoleon III, zelf immers ook een vorst.